# 変身ヒーローアニメの一覧

## あ行
- 愛の戦士レインボーマン (アニメ)
- アクティヴレイド -機動強襲室第八係-
- アソボット戦記五九
- ARMS
- 一発必中!!デバンダー
- イナズマイレブンGO クロノ・ストーン
- Infini-T Force
- うしおととら
- 宇宙の騎士テッカマン
- 宇宙の騎士テッカマンブレード
  - 宇宙の騎士テッカマンブレードII
- ULTRAMAN
- ウルトラマンUSA
- VIRUS -VIRUS BUSTER SERGE-
- エイトマン
- 俺、ツインテールになります。

## か行
- ガイストクラッシャー
- 科学忍者隊ガッチャマンシリーズ
- 学園特捜ヒカルオン
- 覚悟のススメ
- 鴉 -KARAS-
- 牙狼-GARO- -炎の刻印-
- 牙狼 -紅蓮ノ月-
- 牙狼-GARO- -VANISHING LINE-
- 機甲警察メタルジャック
- 鬼神童子ZENKI
- 仰天人間バトシーラー
- 強殖装甲ガイバー
- SSSS.GRIDMAN
- グレイプニル
- Get Ride! アムドライバー
- 元気爆発ガンバルガー
- ゲンジ通信あげだま
- けんぷファー

## さ行
- ザ☆ウルトラマン
- The Soul Taker 〜魂狩〜
- サムライフラメンコ
- ジェネレイターガウル
- シキザクラ
- 獣戦士ガルキーバ
- 昭和アホ草紙あかぬけ一番!
- 人造人間キカイダー THE ANIMATION
- スーパービックリマン
- スカーレッドライダーゼクス
- スクライド
- すすめ!キッチン戦隊クックルン
  - ゴー!ゴー!キッチン戦隊クックルン
- STAR DRIVER 輝きのタクト
- スパイダーライダーズ 〜オラクルの勇者たち〜
  - スパイダーライダーズ 〜よみがえる太陽〜
- 住めば都のコスモス荘 すっとこ大戦ドッコイダー
- 声優戦隊ボイストーム7
- 正義を愛する者 月光仮面
  - ごぞんじ!月光仮面くん
- セイクリッドセブン
- ZETMAN
- 聖闘士星矢
  - 聖闘士星矢Ω
- 戦国武将列伝 爆風童子ヒッサツマン
- 戦隊大失格
- 戦隊レッド 異世界で冒険者になる
- ソードガイ 装刀凱

## た行
- TIGER & BUNNY
- タイムボカンシリーズ（タイムボカンは除く）
- チェンソーマン
- チャージマン研!
- 超音戦士ボーグマン
- 超者ライディーン
- 超人学園ゴウカイザー
- D・N・ANGEL
- ディノブレイカー
- デジモンフロンティア
- 鉄拳戦士アイアン・キッド
- デビルマン
- テンカイナイト
- 天空戦記シュラト
- 闘魔鬼神伝ONI
- 特務戦隊シャインズマン
- とっても!ラッキーマン
- ドテラマン
- トミカ絆合体 アースグランナー
- ドラゴノーツ -ザ・レゾナンス-
- トランスフォーマーシリーズ
  - トランスフォーマー 超神マスターフォース
  - トランスフォーマー スーパーリンク
- トワノクオン
- とんでも戦士ムテキング
  - MUTEKING THE Dancing HERO

## な行
- ナノ・インベーダーズ
- ニャニがニャンだー ニャンダーかめん
- ぬらりひょんの孫

## は行
- バーバパパ
- パーマン
- ハイスクールD×D
- 破壊魔定光
- バック・アロウ
- バトルスピリッツシリーズ
  - バトルスピリッツ ソードアイズ
  - 最強銀河 究極ゼロ 〜バトルスピリッツ〜
  - バトルスピリッツ ダブルドライブ
- 破裏拳ポリマー
- バロムワン
- パワーストーン (ゲーム)
- B'T X
- ヒーローバンク
- ビッグX
- 美男高校地球防衛部LOVE!
- ビューティフル ジョー
- ヒロイック・エイジ
- 風都探偵
- ブラスレイター
- ブレイブビーツ
- ベターマン
- ベン10
- 冒険遊記プラスターワールド
- 亡念のザムド

## ま行
- マシュランボー
- マジンボーン
- モノクローム・ファクター
- 桃太郎伝説 (アニメ)
  - PEACH COMMAND 新桃太郎伝説

## や行
- ヤッターマン (2008年のテレビアニメ)
- 勇者指令ダグオン
- 夢戦士ウイングマン
- 妖怪学園Y 〜Nとの遭遇〜
- 妖怪人間ベム
- 鎧伝サムライトルーパー
- 夜ノヤッターマン
- 結城友奈は勇者である

## ら行
- ライブオン CARDLIVER 翔
- ロックマンシリーズ
  - 流星のロックマンシリーズ
  - ロックマンエグゼシリーズ（ロックマンエグゼAXESS以降）

## わ行
- ワールドトリガー